# Robby Benson
Pour les articles homonymes, voir Benson.
Robin David Segal, dit Robby Benson, né le 21 janvier 1956 à Dallas (Texas, États-Unis), est un acteur, réalisateur, scénariste, producteur et compositeur américain.

## Biographie

### Vie privée
Robby Benson est marié depuis plus de 30 ans à l'actrice et chanteuse Karla Devito (en).

## Filmographie

### Comme acteur
(TV) = téléfilm
- 1967 : Seule dans la nuit (Wait Until Dark) de Terence Young, Boy Tossing Ball in Opening Airport Scene
- 1971 : C'est déjà demain (Search for Tomorrow) (série télévisée), Bruce Carson #1 (1971-1972)
- 1973 : Jory (en) de Jorge Fons, Jory Walden
- 1973 : Jeremy d'Arthur Barron, Jeremy Jones
- 1974 : Remember When de Buzz Kulik (TV), Frankie Hodges
- 1974 : Les Inconnus du désert (en) (All the Kind Strangers) de Burt Kennedy (TV), John
- 1974 : The Virginia Hill Story de Joel Schumacher (TV), Leroy Small
- 1975 : Death Be Not Proud de Donald Wrye (en) (TV), Johnny Gunther
- 1975 : Les Aventuriers du Lucky Lady (Lucky Lady), de Stanley Donen : Billy
- 1976 : Ode to Billy Joe (en) de Max Baer Jr., Billy Joe McAllister
- 1976 : The Last of Mrs. Lincoln de George Schaefer (TV), Tad
- 1977 : The Death of Richie (en) de Paul Wendkos (TV), Richie Werner
- 1977 : Our Town de George Schaefer (TV), George Gibbs
- 1977 : One On One (en) de Lamont Johnson, Henry Steele
- 1978 : Suicidez-moi docteur (The End) de Burt Reynolds, Father Dave Benson
- 1978 : Château de rêves (Ice Castles), de Donald Wrye (en) : Nick Peterson
- 1979 : Walk Proud (en) de Robert L. Collins (en), Emilio Mendez
- 1980 : Die Laughing (en) de Jeff Werner, Pinsky
- 1980 : Un fils pour l'été (Tribute) de Bob Clark, Jud Templeton
- 1981 : L'Élu (The Chosen) de Jeremy Kagan, Danny Saunders
- 1982 : National Lampoon Goes to the Movies (en) de Bob Giraldi et Henry Jaglom, Brent Falcone (Municipalians)
- 1982 : Two of a Kind de Roger Young (TV), Noel 'Nolie' Minor
- 1983 : Running Brave (en) de D.S. Everett et Donald Shebib, Billy Mills
- 1984 : L'Affrontement (Harry & Son) de Paul Newman, Howard Keach
- 1985 : Des filles de rêve (en) (California Girls) de Rick Wallace (en) (TV), Nathan Bowzer
- 1985 : City Limits (en) d'Aaron Lipstadt, Carver
- 1986 : Tough Cookies (en) (série télévisée), Det. Cliff Brady
- 1987 : Assistance à femme en danger (Rent-a-Cop) de Jerry London, Pitts
- 1989 : For Jenny with Love (série télévisée), Bud
- 1989 : White Hot de Robby Benson, Scott
- 1990 : Modern Love (en) de lui-même, Greg
- 1992 : Invasion of Privacy de Kevin Meyer (en) (TV), Alex Pruitt
- 1992 : Homewrecker de Fred Walton (TV), David Whitson
- 1993 : Deadly Exposure de Lawrence Mortorff, Max Pierce
- 1993 : The Webbers de Brad Marlowe (TV), Roger Swade
- 1993 : Innocentes Victimes de Peter Levin (en) (TV), Robert Sims
- 1996 : Caroline in the City : saison 1, épisode 19 (Caroline and the movie) (TV), lui-même
- 2002 : Just a Dream de Danny Glover, Dr. Sturbuck
- 2003 : MXP: Mon extrême primate (en) (MXP: Most Xtreme Primate) de Robert Vince (en), Edward

### Comme doubleur
- 1986 : David and Goliath d'Harvey Bullock, David
- 1991 : La Légende de Prince Vaillant (The Legend of Prince Valiant) (série télévisée), Prince Valiant
- 1991 : La Belle et la bête (Beauty and the Beast) de Gary Trousdale et Kirk Wise, La Bête
- 1992 : P.J. Sparkles (en) de Pamela Hickey et Dennys McCoy, Blaze
- 1992 : Lincoln de Peter W. Kunhardt,
- 1993 : Exosquad (en) (série télévisée), Squad Leder Lt. J.T. Marsh / Wing Cmdr. J.T. Marsh
- 1997 : La Belle et la Bête 2 : Le Noël enchanté (Beauty and the Beast: The Enchanted Christmas) d'Andrew Knight, La Bête
- 1998 : Belle's Magical World de Cullen Blaine, Daniel de la Vega, Barbara Dourmashkin, Dale Kase, Bob Kline, Burt Medall, Mitch Rochon, La Bête
- 2000 : Les Aventures extraordinaires du Père Noël (en) (The Life & Adventures of Santa Claus) de Glen Hill, Young Santa Claus
- 2000 : Cœur de dragon II - Un nouveau départ (Dragonheart: A New Beginning) de Doug Lefler (en), Drake
- 2000 : The Christmas Lamb de Rob Loos et George Taweel (TV)
- 2001 : Mickey, la magie de Noël (Mickey's Magical Christmas: Snowed in at the House of Mouse) de Tony Craig et Robert Gannaway, La Bête
- 2001 : Disney's tous en boîte (House of Mouse) (série télévisée), La Bête

### Comme réalisateur
- 1989 : White Hot
- 1990 : Modern Love (en)
- 1990 : Dream On (Dream On) (série télévisée)
- 1993 : Good Advice (série télévisée)
- 1994 : Une rue du tonnerre (en) (Thunder Alley) (série télévisée)
- 1994 : Ellen (Ellen) (série télévisée)
- 1995 : Une fille à scandales (The Naked Truth) (série télévisée)
- 1996 : Wes et Travis (Common Law) (série télévisée)
- 1996 : Life with Roger (en) (série télévisée)
- 1996 : Pearl (en) (série télévisée)
- 1996 : Sabrina, l'apprentie sorcière (Sabrina, the Teenage Witch) (série télévisée)
- 1998 : House Rules (série télévisée)
- 1998 : Jesse (Jesse) (série télévisée)
- 1998 : Un frère sur les bras (en) (Brother's Keeper) (série télévisée)
- 1998 : Reunited (en) (série télévisée)
- 2001 : Bob Patterson (en) (série télévisée)
- 2003 : I'm with Her (en) (série télévisée)

### Comme scénariste
- 1977 : One On One (en) de Lamont Johnson
- 1990 : Modern Love (en) de Robby Benson
- 1993 : Betrayal of the Dove (en) de Strathford Hamilton

### Comme producteur
- 1980 : Die Laughing (en)
- 1990 : Modern Love (en)

### Comme compositeur
- 1979 : Walk Proud (en) de Robert L. Collins (en).